# Shotta Flow 3
Shotta Flow 3 è un singolo del rapper statunitense NLE Choppa, pubblicato il 19 luglio 2019.

## Video musicale
Il video musicale è stato pubblicato in concomitanza con l'uscita del singolo, il 19 luglio. Diretto da FtyStudios1 e FazeWc, presenta NLE Choppa e dei suoi amici che ballano vicino ad una piscina; il rapper esegue anche una "woah" mentre si tuffa.

## Tracce
Testi di Bryson Potts, musiche di HozayBeats.
1. Shotta Flow 3 – 3:10